# 10259 Osipovyurij
10259 Osipovyurij è un asteroide della fascia principale del diametro medio di circa 20,16 km. Scoperto nel 1972, presenta un'orbita caratterizzata da un semiasse maggiore pari a 3,1070928 UA e da un'eccentricità di 0,2459291, inclinata di 16,72115° rispetto all'eclittica.
L'asteroide è dedicato a Yurij Sergeevich Osipov matematico russo e presidente dell'Accademia russa delle scienze.